# Gefecht bei Kuryłówka
Das Gefecht bei Kuryłówka fand am 7. Mai 1945 bei dem Dorf Kuryłówka in der heutigen polnischen Woiwodschaft Karpatenvorland statt.
Anfang Mai wurden Einheiten der antikommunistischen Nationalen Militärvereinigung (NZW) in dem Dorf Kuryłówka stationiert. Einheiten des sowjetischen NKWD, die in der Stadt Biłgoraj stationiert waren, griffen die NZW am 7. Mai an. Bei dem Gefecht starben 56 bis 70 NKWD-Mitglieder, die Verluste der polnischen Einheiten sind unbekannt.
Nach dem Gefecht zog sich die NZW aus dem Dorf zurück. Am nächsten Tag besetzten neue Einheiten der Sowjets das Dorf, brannten es vollständig nieder und erschossen 9 Bewohner. 920 Einwohner des Dorfes wurden obdachlos.